# Karl Heinz Dallinger
Karl Heinz Dallinger, auch Karl Heinrich Dallinger (* 17. Juli 1907 in München; † 2. Mai 1997 ebenda), war ein deutscher Maler, Textil-, Mosaik- und Glaskünstler sowie Hochschullehrer.

## Leben
Dallinger war der Sohn des Münchner Kunstmalers Sigmund Dallinger. Nach dem Besuch der Städtischen Malschule München studierte er von 1927 bis 1932 Malerei an der Akademie der Bildenden Künste München. Dort war er Schüler von Julius Diez. In der Zeit des Nationalsozialismus machte er Karriere. Ab 1937 unterrichtete er als Vertragslehrer für dekorative Malerei an der Staatsschule für angewandte Kunst Nürnberg. 1938 wechselte er an die Akademie der Bildenden Künste München, wo er 1939 unter Verleihung des Professorentitels zum Beamten auf Lebenszeit ernannt wurde. Er profilierte sich durch Monumentalmalerei und Gobelins und gehörte auf diesem Gebiet neben Werner Peiner zu den zwei Künstlerpersönlichkeiten, die durch staatliche Aufträge in besonderem Maße protegiert wurden. Mit insgesamt 21 Werken auf Großen Deutschen Kunstausstellungen zählt Dallinger zu den führenden Künstlern des „Dritten Reichs“. Die „Goldene Bar“ des Hauses der Kunst in München malte er mit wandfüllenden Fresken auf Blattgold aus. Die nach dem Zweiten Weltkrieg von Sperrholzplatten verdeckten, bis 2004 wieder freigelegten Gemälde zeigen die Herkunftsgebiete der Weine, Spirituosen und Rauchwaren, die auf der Karte standen. Eine Münchner Gobelin-Manufaktur stellte nach seinen Entwürfen die rohseidenen Fahnen her, die 1938 am Königsplatz und am Haus der Kunst aufgezogen wurden. 
Wandmalereien schuf er 1934 für die Hauptpost in Kissingen und die Verkehrsfliegerschule in Schleißheim. Ferner war er an Wandmalereien im Führerbau in München beteiligt, so dass eine Nähe zu dem Architekten Paul Ludwig Troost angenommen wird. Mit Ernst Haider arbeitete Dallinger an der Ausstattung des im Untergeschoss des Führerbaus gelegenen Kasinos, das anlässlich des Staatsbesuchs von Benito Mussolini 1937 eröffnet wurde. In einem weiteren Auftrag schuf Dallinger 1939 dort das Wandbild Die vier Jahreszeiten, wobei er sich an römischer Wandmalerei im Stil pompejanischer Fresken orientierte.
Zwischen 1936 und 1940 fertigte Dallinger zahlreiche Entwürfe zu Tapisserien für Offizierskasinos und NSDAP-Dienststellen, die von der NS-Propaganda als „Gleichnisse völkischen und heroischen Lebens“ gewürdigt wurden, etwa 1938 den Wandteppich Florian Geyer für den Standort der SS-Reiterstaffel und späteren SS-Totenkopf-Brigade in München oder einen kleineren Gobelin mit der Aufschrift „Ein Volk, ein Reich, ein Führer“ für das Büro der NSDAP-Gauleitung in der Ehrenhalle auf dem Reichsparteitagsgelände in Nürnberg. Darauf erwächst aus dem Blattwerk einer stilisierten deutschen Eiche das von einem Reichsadler überragte Hakenkreuz als Hoheitszeichen des „Dritten Reichs“. Diese Motive variierte Dallinger für Wandteppiche, die er für das Kasino des Feldflugplatzes der Luftwaffe in Worms schuf. Für das Oberkommando der Wehrmacht, das im Frühsommer 1940 in Wünsdorf bei Berlin die Bunkeranlage Maybach I als sein neues Hauptquartier bezog, entwarf er die großformatigen Gobelins Sommer und Herbst. Die Werke wurden auf der Großen Deutschen Kunstausstellung 1940 als Leihgaben gezeigt.
1940 wurde Dallinger zum Dienst in der Wehrmacht eingezogen. In einer Propagandakompanie diente er als Kriegsmaler. Die Einsätze führten nach Frankreich, in die Sowjetunion und bis in den Süden Italiens (Sizilien). Nach dem Krieg betätigte sich Dallinger als freischaffender Künstler. Für die bis 1955 von Hugo Schlösser wiederaufgebaute Domkirche St. Eberhard in Stuttgart entwarf er zwei Mosaiken für Tympana an der Fassade. 1956 malte er Wandbilder für das Foyer des Opernhauses Düsseldorf. 1957 schuf er im Zuge eines Umbaus unter der Leitung von Hans Reissinger ein Wandgemälde zum Foyer im Balkonsaal der ehemaligen NSDAP-Kulturhalle in Bayreuth. Im selben Jahr entwarf er einen Wandteppich für den Sitzungssaal der Deutschen Bank in Düsseldorf. Im Auftrag des deutschen Konsulats in Casablanca entstand 1959 sein Gobelin Demeter als Gastgeschenk an Mohammed V.